# Sadguru
Sadguru (sanskryt सदगुरू, Prawdziwy Guru) – w hinduizmie, jodze czy tantrze oznacza nauczyciela czy zrealizowanego mistrza, prawdziwego przewodnika lub zasadniczego mistrza, w sensie bycia podstawą dla innych guru. Sadguru to autentyczny duchowy przewodnik, często nauczający poprzez wewnętrzny przekaz.
W zasadzie, terminy guru i sadguru pokrywają się, jednak zwrot sadguru podkreśla prawdziwość czy autentyczność jakiegoś mistrza dla konkretnego wyznawcy. Zwykle dowodem wiarygodności jest powszechne uznanie sukcesyjnej linii mistrzów jakiejś szkoły lub publiczne świadectwo o realizacji oświecenia z ust innych uznanych już w tej mierze autorytetów. Nauki osoby uchodzącej za guru czy szczególnie sadguru, muszą być w ogólnym zarysie zgodne z ustalonymi kanonami świętych pism.